# The Decline of Western Civilization
The Decline of Western Civilization è un documentario del 1980 diretto da Penelope Spheeris sulla scena punk rock di Los Angeles tra il 1979 ed il 1981.
Negli anni il film è diventato un cult, soprattutto tra gli appassionati del genere.
Nel dicembre 2016 venne scelto per la conservazione nel National Film Registry della Biblioteca del Congresso negli Stati Uniti.

## Trama
Il film offre uno sguardo sulla subcultura, all'epoca ignorata dalla stampa, della musica rock and roll e soprattutto del punk rock, analizzandone i vari aspetti.
Contiene frammenti di concerti di maggiori gruppi punk losangelini, interviste con i loro componenti e con i loro fan.

Tra le performance, anche quella del cantante dei The Germs, Darby Crash, protagonista anche della locandina del film, che sarebbe morto di overdose poco prima dell'uscita del documentario, facendone una sorta di martire per la comunità punk.

## Sequel
Nel 1988 Penelope Spheeris ha realizzato un secondo documentario, The Decline of Western Civilization Part II: The Metal Years, dedicato alla scena heavy metal.
Dieci anni dopo ne venne realizzata una terza parte:The Decline of Western Civilization III  (1998, sempre di Penelope Spheeris), vincitore al Sundance Film Festival del premio Freedom of Expression.

## Performance
- The Bags
  - Gluttony
  - Prowlers in the Night
- Black Flag
  - Depression
  - Revenge
  - White Minority
- Circle Jerks
  - Back Against the Wall
  - Beverly Hills
  - I Just Want Some Skank
  - Red Tape
  - Wasted
- Catholic Discipline
  - Barbee Doll Lust
  - Underground Babylon
- Fear
  - Beef Bologna
  - I Don't Care About You
  - I Love Living in the City
  - Let's Have a War
  - Fear Anthem
- The Germs
  - Manimal
  - Shutdown
- X
  - Beyond and Back
  - Johnny Hit and Run Paulene
  - Nausea
  - Unheard Music
  - We're Desperate

## Colonna sonora
La colonna sonora è stata pubblicata nel dicembre 1980 dalla Slash Records in LP, poi ristampata in CD nel 1990. Così come nella locandina del film, anche nella copertina della colonna sonora è raffigurato Darby Crash dei The Germs.

### Tracce
1. White Minority (Black Flag) - 2:27
2. Depression (Black Flag) - 2:23
3. Revenge (Black Flag) - 1:31
4. Manimal (The Germs) - 2:57
5. Underground Babylon (Catholic Discipline) - 3:41
6. Beyond And Back (X) - 2:54
7. Johny Hit And Run Paulene (X) - 2:49
8. We're Desperate (X) - 2:45
9. Red Tape (Circle Jerks) - 1:42
10. Back Against The Wall (Circle Jerks) - 1:33
11. I Just Want Some Skank (Circle Jerks) - 1:15
12. Beverly Hills (Circle Jerks) - 1:15
13. Gluttony (The Bags) - 3:45
14. I Don't Care About You (Fear) - 3:45
15. I Love Livin' In The City (Fear) - 2:16
16. Fear Anthem (Fear) - 0:34

## Curiosità
Nello stesso anno della realizzazione del film, il capo della polizia di Los Angeles, Daryl Gates, scrisse una lettera domandando che il film non venisse proiettato nella città californiana.